# Игры Юго-Восточной Азии 1977
9-е Игры Юго-Восточной Азии прошли с 19 по 26 ноября 1977 года в Куала-Лумпуре (Малайзия). Бруней, Индонезия, и Филиппины были окончательно допущены в федерацию игр под названием SEAP в феврале этого года. Хотя слово 'полуостров' было исключено из новой Федерации, чтобы отразить экспансию, её эмблему (которая  представлена шесть членами-учредителей), и последовательность нумерации игр была сохранена, чтобы обеспечить преемственность, а также почтение к цели, устремления и взносов учредителей.

## Виды спорта
- Бадминтон
- Баскетбол
- Бокс
- Боулинг
- Велоспорт
- Водные виды спорта
- Волейбол
- Дзюдо
- Лёгкая атлетика
- Настольный теннис
- Пулевая стрельба
- Регби-футбол
- Сепактакро
- Стрельба из лука
- Теннис
- Тяжёлая атлетика
- Футбол
- Хоккей на траве

## Итоги Игр
| Место | Страна    | Золото | Серебро | Бронза | Всего |
| ----- | --------- | ------ | ------- | ------ | ----- |
| 1     | Индонезия | 62     | 41      | 34     | 137   |
| 2     | Таиланд   | 37     | 34      | 33     | 104   |
| 3     | Филиппины | 31     | 30      | 30     | 91    |
| 4     | Малайзия  | 25     | 42      | 44     | 111   |
| 5     | Бирма     | 21     | 17      | 21     | 59    |
| 6     | Сингапур  | 14     | 21      | 28     | 63    |
| 7     | Бруней    | 0      | 0       | 3      | 3     |
| Всего | Всего     | 190    | 185     | 193    | 568   |